# Valdemar Hansen
Jørn Valdemar Hansen (ur. 19 maja 1946 w Nysted) – duński piłkarz występujący na pozycji bramkarza.

## Kariera klubowa
Hansen w swojej karierze reprezentował barwy zespołów B 1901, Døllefjelde Musse IF, BK Frem oraz Slagelse B&I.

## Kariera reprezentacyjna
W reprezentacji Danii Hansen wystąpił jeden raz, 2 maja 1973 w zremisowanym 1:1 meczu eliminacji Mistrzostw Świata 1974 z Czechosłowacją. Wcześniej, w 1972 roku został powołany do kadry na Letnie Igrzyska Olimpijskie, które Dania zakończyła na drugiej rundzie.